# كايل ميسي
كايل ميسي (بالإنجليزية: Kyle Macy)‏ مواليد 9 أبريل 1957 في فورت واين، هو مدرب كرة سلة أمريكي ولاعب سابق. بدأ مسيرته الاحترافية في سنة 1980. تم اختياره من قبل فريق فينيكس صنز خلال الدرافت. يبلغ طوله 6 قدم 3 بوصة (1.9 م). حقق المركز الأول في دورة الألعاب الأمريكية 1979. اعتزل اللعب في 1990. أحرز خلال مسيرته في الإن بي إيه 5259 نقطة بمعدل 9.5 نقاط في المباراة الواحدة.

## المسيرة الاحترافية
لعب مع فينيكس صنز من سنة 1980 إلى 1985، ثم لعب مع شيكاغو بولز في موسم 1985–1986، ثم لعب مع إنديانا بايسرز في موسم 1986–1987، ثم لعب مع فيرتوس بالاكانسترو بولونيا في سنة 1988، ثم لعب مع تريفيزو لكرة السلة في الدوري الإيطالي من سنة 1988 إلى 1990.

## الميداليات
| الميدالية | المسابقة                    |
| --------- | --------------------------- |
| ذهبية     | دورة الألعاب الأمريكية 1979 |

## روابط خارجية
- كايل ميسي على موقع إن بي أي (الإنجليزية)
- كايل ميسي على موقع سبورتس رفرنس (الإنجليزية)
- كايل ميسي على موقع كلية كرة السلة في سبورتس رفرنس.كوم (الإنجليزية)
- كايل ميسي على موقع ريلجم (الإنجليزية)
- كايل ميسي على موقع بروبوليرز (الإنجليزية)
- كايل ميسي على موقع كلية كرة السلة في سبورتس رفرنس.كوم (الإنجليزية)